# Třída Contra-Amiral Eustațiu Sebastian
Třída Contra-Amiral Eustaţiu Sebastian (v kódu NATO třída Tetal II) je třída korvet Rumunského námořnictva. Jako korvety je kategorizuje přímo rumunské námořnictvo, řada pramenů je řadí mezi lehké fregaty.
Plavidla byla kompletně navržena a postavena v Rumunsku jako vylepšená verze třídy Admiral Petre Bărbuneanu. Oproti ní jsou vybavena přistávací plochou pro vrtulník a modernější výzbrojí. Obě postavené jednotky jsou stále v aktivní službě.

## Stavba
Obě jednotky této třídy postavila rumunská loděnice Mangalia (nyní Daewoo-Mangalia Heavy Industries).
Jednotky třídy Contra-Amiral Eustaţiu Sebastian:
| Jméno                                  | Spuštěna | Vstup do služby   | Status  |
| -------------------------------------- | -------- | ----------------- | ------- |
| Contra-Amiral Eustaţiu Sebastian (264) | 1983     | 30. prosince 1989 | aktivní |
| Contra-Amiral Horia Macellariu (265)   | 1991     | 29. září 1996     | aktivní |

## Konstrukce
Plavidla nesou navigační radar Najada, vyhledávací radary MR-302, Fut-B a MR-123, trupový sonar a systém elektronického boje Watch Dog. Jsou vybavena dvěma vrhači klamných cílů RK-16. Hlavňovou výzbroj tvoří jeden 76,2mm kanón AK-176 v dělové věži na přídi, který doplňují čtyři 30mm obranné komplety AK-630M. K napadání ponorek slouží dva vrhače raketových hlubinných pum RBU-6000. Na palubě jsou též dva dvojité 533mm torpédomety. Na zádi se nachází přistávací plocha pro vrtulník Alouette III, lodě však postrádají hangár.
Pohonný systém tvoří dva diesely. Lodní šrouby jsou dva. Nejvyšší rychlost dosahuje 24 uzlů.